# Trachysalambria villaluzi
Trachysalambria villaluzi är en kräftdjursart som först beskrevs av Muthu och Motoh 1979.  Trachysalambria villaluzi ingår i släktet Trachysalambria och familjen Penaeidae. Inga underarter finns listade i Catalogue of Life.